# 아하즈
아하스(히브리어: אחז, 그리스어: Άχαζ; 기원전 736년경 - 기원전 716년경 재위)는 유다 왕국의 12대 국왕으로서, 부왕 요담과는 달리 옳은 일들을 하지 않았다.

## 즉위
아하스는 즉위하자마자 창문에서 떨어져 중상을 입었다. 이로써 아하스에게 불길한 징조가 보이기 시작했다.

## 죄악과 그 결과
아하스는 다시 우상 숭배를 시작하여 바알들을 위한 신상을 만들고 벤 힌놈 골짜기에서 향을 피우고 산다오가 언덕과 온갖 푸른 나무 아래에 제물을 바치고 향을 피웠다.
그러자 아람군들이 쳐들어와 많은 사람들을 포로로 잡아 수도 다마스쿠스로 데려갔고 이스라엘 왕국의 왕 베가는 유다에 쳐들어와 단 하루 만에 12만 명의 군사들을 쳐 죽였고 에프라임 출신 용사 지크리는 마아세야 왕자와 아즈리캄 궁내 대신과 임금 다음의 서열인 엘카나를 살해했다. 그리고 20만 명이 넘는 사람들이 수도 사마리아로 끌려갔다.

## 돌려보낸 유다의 포로들
그때 이스라엘의 수도 사마리아의 예언자 오뎃이 유다의 포로들을 돌려보내라는 예언을 했고 에프라임의 우두머리 가운데에서도 여호하난의 아들 아자르야와 므실레못의 아들 베레크야, 살룸의 아들 여히스키야, 하들라이의 아들 아마사가 전쟁에서 돌아오는 이들을 막으며 포로들을 돌려보내라고 말했다.
그러자 군사들이 포로들과 노호기품을 대신들과 지도자들과 온 회중에게 넘기고 옷을 가져가다 입혔다. 그리고 포로들에게 먹을 것을 주고 신을 신기고 기름을 발라 주어 예리코까지 데려다 주고 사마리아로 돌아갔다.

## 아하스의 죄
이스라엘 왕국에 이어 에돔이 다시 유다를 쳐 포로들을 끌고 갔고 블레셋 사람들도 평원 지대와 유다 남부의 성읍들을 공격해 벳 세메스, 아얄론, 그데롯, 소코, 팀나, 김조와 거기에 딸린 마을들을 점령했다.
결국 아하스는 아시리아로 사신을 보내 아시리아의 왕 티글라트-필레세르 3세에게 도움을 요청했으나 오히려 유다를 포위해 버렸다. 그래서 아하스는 성전과 왕궁과 대신들의 집에서 재물을 빼앗아 아시리아 왕에게 주었으나 여전히 유다를 도와주지 않았다.
이렇듯 아하스는 수많은 죄를 저지르다가 죽었다.